# Retaule de Sant Agustí
El Retaule de Sant Agustí és una obra d'estil gòtic català realitzada al tremp d'ou per Jaume Huguet i Pau Vergós entre els anys 1462 i 1475. Aquesta llarga durada va ser causada per raons de finançament, i va comportar que fos començat per Huguet i acabat per altres col·laboradors del seu taller, especialment, per Pau Vergós. Va ser un encàrrec del gremi dels blanquers o pellaires per a ser ubicat a l'altar major del convent de Sant Agustí Vell de Barcelona.
El retaule tenia cinc carrers i tres pisos amb predel·la. El carrer central tenia dues talles exemptes de sant Agustí i santa Mònica, mentre que els altres quatre estaven compostos per taules pintades al tremp, obra de Jaume Huguet. D'aquestes taules només se'n conserven set al MNAC i una altra al museu Marés. La seva grandiositat el situa com l'encàrrec pictòric més important del segle xv a Catalunya.

## Dades de context

### L'autor
Jaume Huguet (Valls 1412 - Barcelona 1492) fou un pintor gòtic català amb un estil que va evolucionar del gòtic internacional cap a les innovacions incorporades des de la pintura flamenca. La seva formació es va realitzar entre València, Tarragona i Barcelona, si bé no es descarta que pogués haver visitat Sardenya o Nàpols, que formaven part de la Corona d'Aragó. Va desenvolupar la seva màxima activitat a Barcelona a partir de 1448, on va crear un taller que pràcticament va monopolitzar la realització de retaules a Catalunya durant la segona meitat del segle xv, un cop morts Bernat Martorell i Lluís Dalmau. El seu taller va incorporar els seus deixebles i també membres de la família Vergós amb qui va mantenir una estreta relació personal i que són considerats coautors d'aquest retaule.
Una part important de la seva obra s'ha perdut en revoltes que han destruït les esglésies que les contenien i la majoria d'obres conservades són panells de retaules que han estat desmuntats.

### L'estil
L'estil i qualitat tècnica emprats en aquest retaule va tenir un efecte directe a altres obres contemporànies, on l'exemple més directe és el contracte del retaule sobre el mateix tema pintat per Miguel Ximénez i Martín Bernat per al convent dels Agustins de Saragossa, de 1489. Aquesta obra havia de contenir sis taules dedicades a sant Agustí i altres sis a santa Mònica. Les taules del sant havien de tenir com a model les escenes del retaule d'Huguet, «...y que los ditos pintores hayan de yr a mirar aquello con unfrayre de dicho monesterio de Çaragoça, e de las que seran mejores, que de aquellas fagan por scripto y fazerlas en el dito Retaulo de Çaragoça». D'altra banda, el contracte entre Pau Vergós i els confrares dels cardadors de draps, per a realitzar un retaule dedicat al Cos de Crist i sant Antoni, també per a l'església de Sant Agustí de Barcelona, s'assenyala que «tots els brocats sien fets segons lo retaule de Sant Agustí major».

### El convent i els blanquers
El Convent de Sant Agustí Vell construït a partir de 1349 i finalitzat al voltant de 1506, estava situat al barri de la Ribera de Barcelona. La seva ubicació era a la zona on treballaven els menestrals dedicats al tractament de les pells, assaonadors i blanquers, una activitat que requereix un alt consum d'aigua, raó per la qual s'ubicava al voltant del rec Comtal que passava pel carrer del Rec i per l'actual emplaçament del mercat del Born.
L'església va ser destruïda el 1716 i l'orde dels agustins es va traslladar a l'església de Sant Agustí Nou inaugurat el 1750. Per conèixer la morfologia de la desapareguda església pot comparar-se amb l'església de Sant Joan Baptista de Valls, ja que el 1569 es va decidir prendre l'església de Sant Agustí com a referent. Així doncs, l'església devia mesurar poc més de 58 metres de llarg per quasi 15 metres d'ample, a més de les capelles laterals, i l'alçària estaria a prop als 25 metres.
En el context de crisi social i econòmica que va caracteritzar el final de la baixa edat mitjana, la sensació de provisionalitat vital de la societat portava a un profund sentiment religiós i a la necessitat de desenvolupar estructures solidàries on trobar seguretat física, professional i, finalment, espiritual. En aquest context, amb una crisi demogràfica conseqüència de les guerres i de la pesta que assolaren Catalunya, l'individualisme no tenia raó de ser i els gremis i confraries aportaven un grau de seguretat en un entorn canviant i van esdevenir organitzacions potents que formaven un poder polític en cohesionar un grup de la societat en plena evolució. Tenir capella pròpia dins una església i la seva decoració amb un retaule, eren la màxima representació material dels seus valors.
El gremi de Blanquers tenia una germandat o confraria fundada a principis del segle xv. Les seves ordinacions varen ser aprovades pel rei Martí l'Humà, a Segorb, el 18 d'octubre de 1401, a instància dels prohoms dels blanquers i varen ser confirmades a Barcelona, el 23 de juny de 1405. Segons aquestes, els blanquers veneraven com a patró a sant Agustí, i varen tenir la seva pròpia capella al convent des de 1401.

### Història del retaule
El 20 de juliol de 1452 el mestre Macià Bonafè compareixia davant del notari de Barcelona Antoni Vilanova per a signar els pactes per a l'obra d'aquest retaule. Per part del gremi comparegueren els dos cònsols de l'ofici Pere Borrell i Melcior Tintorer, i els clavaris, que eren en aquell any, Antoni Verdaguer i Jaume Font. També hi eren presents els prohoms del gremi, entre ells Bernat Nicolau, fill homònim del que va ser fundador dels monestirs de Domus Rei de Miralles i de Sant Jeroni de la Murtra. Per tant, es tractava d'un acte de molta solemnitat per al gremi que havia convocat els millors artistes del moment. L'escultor presentava dibuixat en un pergamí la traça del retaule que es comprometia a construir i a deixar acabat, fins que fos apte per a rebre la pintura, en un any i mig.
L'encàrrec inclogué la fusteria, talles del conjunt i el peu de pedra de l'altar major de l'església de Sant Agustí, per un valor de 800 florins (8.800 sous). Simultàniament es va encarregar la pintura del retaule al pintor Lluís Dalmau. Bonafè va enllestir la feina quatre anys més tard, si bé no va cobrar fins al 1464, provocant un retard en l'inici de la pintura. Lluís Dalmau mor entre 1460 i 1461, i la confraria va encarregar l'obra a Jaume Huguet amb data 4 de desembre de 1463, en aquest cas per un valor de 1.100 lliures (22.000 sous). En ambdós contractes, es recollia el finançament de l'obra per part dels artistes, un fet insòlit fins al moment.
Es disposa de rebuts de liquidació de pagaments signats per Huguet que confirmen l'autoria del seu taller, però no la realització de totes les taules de la seva mà, sinó que va comptar amb la col·laboració de Pau Vergós i, probablement, del seu germà Rafael Vergós. A més, Salvador Sanpere i Miquel va recollir una tradició oral dels pares agustins Mascot i Jordan segons la qual també havien participat la dona i les filles d'Huguet, també pintores.
Des del punt de vista del convent aquest retaule suposava una aportació important que els frares varen voler reconèixer. En una reunió solemne entre el prior Mateu Rella acompanyat de vint-i-tres frares i els representants del gremi, el convent contreia el compromís de celebrar cada divendres i perpètuament una missa cantada a l'altar major en sufragi per les ànimes dels membres difunts de la confraria, celebrada amb prevere, diaca i sotsdiaca.
El retaule es va donar per finalitzat el 28 d'agost de 1486, festa de sant Agustí. En una escriptura de concòrdia entre els prohoms de la confraria i els pares agustins, datada el 24 de setembre de 1486, s'acorda fer les vidrieres de l'altar major per a donar llum al retaule, aquests, donen gràcies a Déu, a la Verge i a Sant Agustí i a tot l'ofici de Blanquers, per «la beneyta construcció del dit retaule, ja fet i acabat».
El dilatat període emprat en la seva realització també es pot observar en altres retaules, un clar exemple d'això són les taules del Retaule de Sant Vicenç de Sarrià, en el qual, el mestre va interrompre l'activitat a la meitat del segon nivell, o bé en el Retaule de Sant Bernardí i l'àngel custodi de la catedral de Barcelona, en què les dificultats econòmiques de la confraria dels Esparters i Vidriers van motivar un lliurament fraccionat amb clares diferències des del punt de vista estilístic.
Després dels decrets de Nova Planta i amb la construcció de la fortalesa de la Ciutadella el 1716, l'església de sant Agustí va ser enderrocada, el convent reconvertit en espai militar i el retaule desmuntat. A la nova església d'estil barroc no es va traslladar el retaule que va ser custodiat pel gremi de Blanquers que també s'havia traslladat al carrer del Portal Nou número 2. La pèrdua d'interès, una mala conservació, la utilització de les taules per a funcions auxiliars, com fer de porta, i un incendi a les dependències del gremi el 1835 varen produir la pèrdua d'algunes taules i una degradació de la capa pictòrica a la resta.
Als anys 1920, el gremi va intentar vendre les taules, però la Junta de Museus va intervenir davant la justícia per a impedir-ho, i va adquirir les taules que ara són al Museu Nacional d'Art de Catalunya el 1927.

## Descripció
El retaule representava la vida de sant Agustí i algunes taules vinculades a fets de la vida de la Mare de Déu i, a la predel·la, escenes de la vida i Passió de Jesús. Al centre del retaule s'ubicava una talla de la figura del sant d'Hipona, que ja posseïa el gremi quan va encarregar aquesta obra, amb un cimbori cobrint-la. Una talla amb la imatge de la Mare de Déu havia d'estar emplaçada per sobre de la de sant Agustí. Al voltant d'aquest grup escultòric central s'ubicaven les taules amb les escenes pintades pel taller d'Huguet i, al guardapols, hi havia dos lleons coronats que decoraven el conjunt i que eren l'antic símbol del gremi. La fusta de les taules i l'estructura era àlber i la talla de la Mare de Déu era de quarentens de Tortosa.

### Estructura del retaule

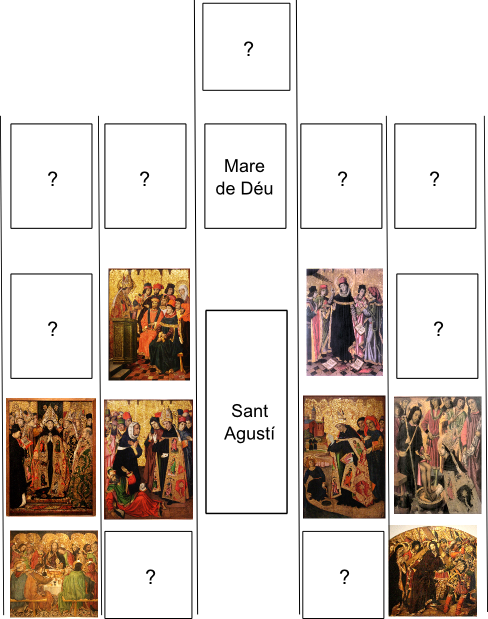
Possible estructura del retaule, segons F. Ruiz i Quesada

Tot i la documentació existent sobre les clàusules de contractació de l'obra, es desconeix l'estructura i distribució original del retaule. Tanmateix, a partir de les taules conservades i de les seves característiques estructurals, l'historiador Francesc Ruiz i Quesada ha fet una proposta de distribució dels panels existents.
Els contractes de la fusteria de Bonafè i de la pintura del retaule es coneix que la seva amplada era de quasi dotze metres i que tenia quatre carrers laterals, dos a cada banda del carrer principal en què hi havia una escultura de sant Agustí a la part baixa, i, per sobre d'aquesta imatge, una altra de la Mare de Déu. Es desconeix documentalment la seva alçària, nombre d'escenes i el relat pictòric.
Per a determinar l'alçària del retaule, s'ha comptat amb la informació de l'església de Valls. A partir dels capítols d'aquesta església es coneix que el presbiteri del convent barceloní tenia nou finestrals, amb el central cegat sense visió exterior, amb la qual cosa només vuit aportaven llum a l'interior. També es coneix que la filera superior dels finestrals arrancava per damunt de la línia d'impostes del temple, a uns tretze metres per sobre del terra del presbiteri.
A partir d'aquestes dades s'estima que el retaule podria haver estat format per una predel·la i tres pisos superiors amb sis escenes a cada banda de les talles de sant Agustí i de la Mare de Déu del carrer central. Aquesta estructura faria uns tretze metres. La hipòtesi de l'existència d'un Calvari al capdamunt del carrer central explicaria la modificació del finestral central, tal com es recull als capítols de l'església de Valls on només es parla de vuit finestrals. Així mateix, el tancament de l'obertura no tindria sentit si el conjunt hagués tingut una alçada inferior.
Un retaule d'aquestes dimensions hauria amagat totalment els tres finestrals inferiors del presbiteri, fet que reduiria de manera notable la llum de l'església. Aquest fet explica la informació de 24 de setembre de 1486 on s'explica que el nou consell de la confraria va decidir la construcció de vitralls per als finestrals de l'absis de l'església, a fi de «proporcionar al retaule una il·luminació suficient.»
La predel·la estaria formada per quatre escenes, una per cada carrer del retaule.

### Taules conservades
Del total de disset taules que hauria tingut el retaule, segons la hipòtesi de Ruiz i Quesada, només es conserven vuit. El Museu Nacional d'Art de Catalunya conserva sis taules de la vida del sant i una altra amb un Sant Sopar.
- Sant Agustí i la seva mare santa Mònica escoltant un sermó de sant Ambròs a Milà.
- Conversió de sant Agustí a la fe cristiana, identificada per alguns estudiosos, amb la «Disputa amb els doctors».
- La Consagració de Sant Agustí, inicia el cicle del sant com a bisbe
- Disputa de sant Agustí amb Fortunat i els altres heretges
- Visió del nen Jesús que tracta de fer-li evident que seria més possible introduir tota l'aigua del mar en un clot de la platja que arribar a entendre el misteri de la Trinitat
- Sant Agustí renta els peus de Jesús pelegrí

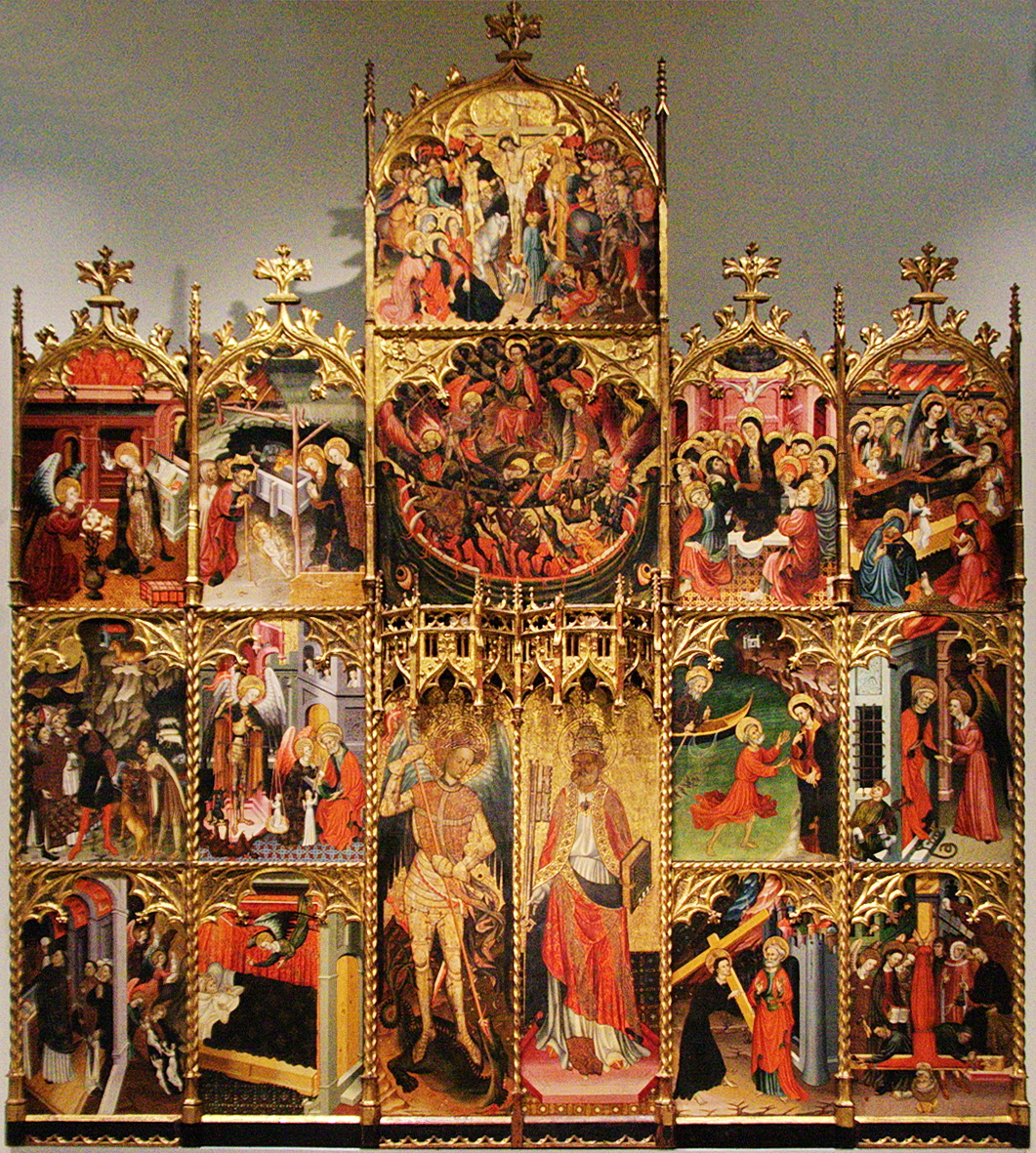
Retaule de Sant Miquel i Sant Pere de Bernat Despuig, amb una estructura similar

Només la taula de la Consagració de Sant Agustí i el Sant Sopar estan certificades com a obra directa d'Huguet, les altres varen ser realitzades per Pau Vergós. El Museu Marés exposa la vuitena taula conservada, el Jesús camí del Calvari, atribuïda a Huguet i que formava part de la predel·la.
La ubicació de les escultures de sant Agustí i de la Mare de Déu en el centre del retaule, permet deduir que les quatre escenes ubicades al pis superior estaven dedicades a escenes de la vida de Maria, de les que no ha sobreviscut cap, mentre que als dos pisos inferiors s'ubicarien les escenes del sant titular. L'estructura seria similar, doncs, a la del Retaule de Sant Miquel i Sant Pere realitzat per Bernat Despuig i Jaume Cirera, si bé en aquest no hi ha talles, si no taules al carrer central.

Als capítols de l'obra es recull la condició que «en tot lloc on serà trobat sant Agustí sia pintat com a bisbe e segons la primera figura». Tot i aquesta exigència, com a mínim dues taules recullen moments de la biografia del sant anteriors a la seva consagració, on és mostrat vestits de seglar: Sant Agustí i la seva mare santa Mònica escoltant un sermó de sant Ambròs a Milà, on ni tan sols té nimbe, i la Conversió de sant Agustí. Aquesta clàusula cal entendre que estava referida a les quatre escenes situades al costat de l'escultura central del sant. El requisit de presentar-lo com a bisbe en aquestes escenes és perquè, tant el passatge de la disputa amb els heretges, com la del misteri trinitari i la que renta els peus de Crist pelegrí són cronològicament anteriors a la de la seva ordenació com a bisbe.

Així, les taules dedicades a la vida de sant Agustí haurien estat vuit, quatre amb vestimenta de bisbe i altres quatre vestit de seglar, dues d'elles avui perdudes, que probablement mostrarien els episodis del baptisme de sant Agustí i els somnis de santa Mònica.

#### Descripció
A l'escena de la Conversió de sant Agustí a la fe cristiana, el sant africà és mostrat envoltat de quatre personatges considerats, per alguns investigadors, com a doctors i, per altres, com a amics. La diferent interpretació de la iconografia ha portat a un debat sobre si el tema que recull és la conversió o la «disputa amb els doctors». Segons Rosa Alcoy, la taula seria una síntesi de la conversió del sant i de l'exhortació que fa als seus companys a seguir les seves passes un cop convençut de la fe cristiana. A les Confessions de sant Agustí, aquest recorda en el moment de la seva conversió als seus amics Alipi, personatge que esmenta com el seu «germà del cor», Nebridi, Verecund i el seu fill Adeodat, probablement el jove ros que és al costat del sant. El primer personatge per l'esquerra, que assenyala el llibre que porta sant Agustí, s'ha identificat amb Alipi, qui va animar-lo a continuar llegint després de la seva conversió. Sant Agustí assenyala cap al cel indicant d'on venia la veu que li va dir tolle, lege (té, llegeix). Els manuscrits que hi ha a terra fan al·lusió a la intensa recerca del camí de Crist duta a terme pel sant.

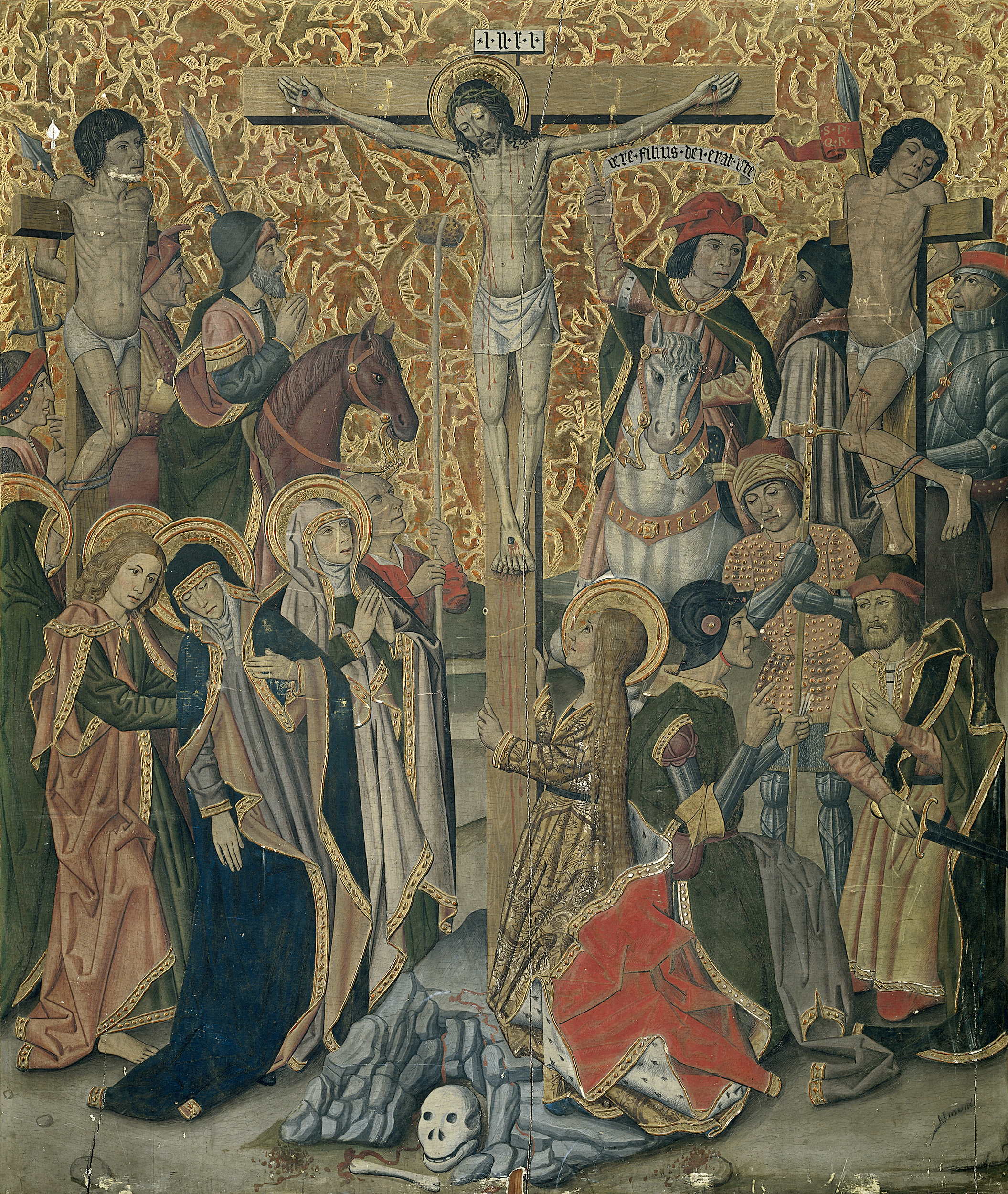
El Calvari de Pau Vergós del Rijksmuseum

Tenint en compte que el retaule va ser acabat pels Vergós, Gudiol i Alcolea han especulat amb la possibilitat que el Calvari del Retaule dels Blanquers sigui el que es conserva al Rijksmuseum d'Amsterdam. Les seves mides, 1,86 × 1,76 metres, justificarien la seva ubicació coronant aquest retaule. És una peça clàssica amb Crist crucificat entre els dos lladres en el moment que li acosten l'esponja amb fel. Als peus hi ha la Mare de Déu, subjectada per sant Joan Evangelista quan es desmaia. Envoltant-los hi ha les tres maries: Maria de Clopas, Maria Salomé i Maria Magdalena, aquesta darrera agafada al peu de la Creu. Destaca la figura del centurió Longinus a cavall al costat esquerre de Jesús que esmenta, mitjançant una filactèria sobre seu, vere filius dei erat (És veritat: aquest home era Fill de Déu).［Marc 15:39］
La predel·la estava formada per quatre escenes, dues conservades, el Sant Sopar ubicat al MNAC, i el Camí del Calvari exposat al museu Marès de Barcelona. Les dues escenes no conservades, probablement eren l'Oració a l'Hort i l'Empresonament o la Flagel·lació de Crist.
Amb la destrucció del presbiteri del temple el 1718 la taula del Sant Sopar es va conservar en una comunitat de monges agustines fundada prop de l'antic convent i traslladada al carrer de l'Hospital de Barcelona, i fou adquirida per l'Ajuntament de Barcelona el 1944.
Pel que fa a la taula del Camí del Calvari, es coneix que va ser a la col·lecció Baldiri Carreras i Auriach a començaments del segle xx fins que va ser adquirida més tard per Frederic Marès.
Composició dominada per la imatge de Jesús ajudat per Simó de Cirene a carregar la creu davant de la presència de la Verge i sant Joan. A la part de la dreta, veiem els botxins, que es distingeixen per les seves riques vestimentes. Jesús gira compassivament el rostre cap a Maria entrecreuant una mirada amb la seva mare que expressa un dolor profund i contingut que es reflecteix també en les mans entrellaçades i suplicants de sant Joan.
Huguet va fer servir la seva tècnica habitual de donar volum als halos i als rivets de les vestimentes amb estuc daurat per a realçar els personatges. Aquesta tècnica l'aplica també a la borsa amb els claus i el martell, els instruments de la Passió, que porta un dels botxins.

- Sant Agustí i santa Mònica escoltant sant Ambròs
- Conversió de sant Agustí
- Consagració de sant Agustí
- Visió del nen Jesús i el misteri de la Trinitat
- Disputa de sant Agustí amb els heretges
- Sant Agustí renta els peus de Crist

- Sant Sopar
- Camí del Calvari